# Winwick, Cambridgeshire
Winwick är en ort och civil parish i Storbritannien.   Den ligger i distriktet Huntingdonshire i grevskapet Cambridgeshire i riksdelen England, i den sydöstra delen av landet, 100 km norr om huvudstaden London. Winwick ligger 67 meter över havet och antalet invånare är 202.
Terrängen runt Winwick är platt. Runt Winwick är det ganska tätbefolkat, med 179 invånare per kvadratkilometer. Närmaste större samhälle är Peterborough, 19,9 km norr om Winwick. Trakten runt Winwick består till största delen av jordbruksmark.